# Telefonát Donalda Trumpa a Brada Raffenspergera
Telefonní hovor Donalda Trumpa a Brada Raffenspergera se odehrál 2. ledna 2021 mezi tehdejším prezidentem Spojených států amerických Donaldem Trumpem a státním tajemníkem státu Georgie Bradem Raffenspergerem jako součást asi hodinového konferenčního hovoru. Americký prezident během něj Raffenspergera opakovaně mj. žádal o to, aby „našel 11 780 hlasů“, díky kterým by ve státě Georgie vyhrál prezidentské volby v roce 2020, ve kterých jej porazil bývalý viceprezident a člen Demokratické strany Joe Biden.

## Pozadí
Ještě před konáním hovoru se Donald Trump a řada členů týmu jeho prezidentské kampaně pokusila ovlivnit volby i v několika dalších klíčových státech, ve kterých Donald Trump prezidentské volby v roce 2020 prohrál. Cílili tehdy zejména na státy, ve kterých byli jejich volení reprezentanti členové Republikánské strany, po kterých žádali, aby některé odevzdané hlasy vůbec nepočítali nebo naopak přepočítávali všechny odevzdané hlasy, nebo aby nahradili volitele z Demokratické strany voliteli ze strany Republikánské. Trumpovy snahy o zvrácení výsledků voleb poté vyvrcholily Útokem jeho příznivců na Kapitol z 6. ledna 2021.

## Zveřejnění telefonátu
Deník The Washington Post celý rozhovor zveřejnil den po jeho konání, 3. ledna 2021. Zveřejnění hovoru bylo jedním z přednesených důkazů proti Trumpovi při jeho druhém impeachmentu. V srpnu 2023 byl Trump spolu s dalšími osmnácti obviněnými obviněn z podvodu při snaze o zvrácení výsledků prezidentských voleb, přičemž tento hovor byl klíčovým důkazem v celém případu. Donald Trump nakonec odsouzen nebyl, neboť byl v následných prezidentských volbách v roce 2024 opět zvolen prezidentem země. Podle zprávy amerického ministerstva spravedlnosti z ledna 2025 by však s velmi vysokou pravděpodobností za tento čin byl odsouzen, kdyby prezidentem opětovně zvolen nebyl.